# Franz Gehrts
Franz Gehrts (* 18. Mai 1860 in Hamburg; † 5. Oktober 1894 in Halle an der Saale) war ein deutscher Landschaftsmaler und Illustrator der Düsseldorfer Schule.

## Leben
Gehrts, Sohn eines Hamburger Malermeisters, war der jüngere Bruder der Maler Carl Gehrts und Johannes Gehrts. Er erhielt seine künstlerische Ausbildung in Düsseldorf, München und Weimar. In Düsseldorf war er Privatschüler des bekannten Jagd- und Landschaftsmalers Christian Kröner. Nach der Studienzeit lebte er in Düsseldorf, wo er wie seine Brüder dem Künstlerverein Malkasten angehörte. Hauptsächlich arbeitete er als Illustrator für Zeitschriften, etwa für Die Gartenlaube und die Fliegenden Blätter oder die Monatshefte von Daheim. Außerdem unterstützte er seinen Bruder Carl bei der Ausführung von Wandmalereien. 1887 führte er mit dem Hannoveraner Kirchenmaler Oscar Wichtendahl nach Skizzen seines Bruders Carl allegorische Friese im Hotel-Restaurant Münker-Kaletsch („Café Central“, Königsallee 32) in Düsseldorf aus. Auf Anregung von Otto von Ernst lebte er 1890 in den Vereinigten Staaten, um zusammen mit Ferdinand Thomas (1858–1921) unter Ernsts Anleitung ein Theater in Milwaukee dekorativ auszumalen. Zuletzt wohnte Gehrts als Landschaftsmaler in Halle an der Saale, dessen Städtisches Museum für Kunst und Kunstgeschichte 1894 den künstlerischen Nachlass des Malers, bestehend aus 130 Gemälden, Studien und Zeichnungen, erhielt.